# Fujiwara no Kanefusa
Fujiwara no Kanefusa (藤原兼房, [[[1153]] - 1217] Erro: {{japonês}}: texto da transliteração contém caractere não latino (pos 19) (ajuda)), foi um nobre da Corte do final do período Heian e início do período kamakura da história do Japão.

## Vida
Kanefusa era o quarto filho de Tadamichi. Ingressou na corte imperial em 1162 mas, de acordo com o Gyokujō, diário de seu irmão Kujō Kanezane, não ocupou cargos até 1183 quando foi nomeado Chūnagon, mas poucos meses após o Cerco de Hōjūjidono em Quioto, ficou desaparecido. Em 1189 foi designado Dainagon para poder respaldar Kanezane.
Em 1190, com a renuncia de Tokudaiji Sanesada do Daijō-kan, Kanefusa foi apadrinhado por Kanezane como seu sucessor, contra as aspirações de Nakayama Tadachika. Por fim o, Imperador em Clausura Go-Shirakawa favoreceu Kanefusa que foi nomeado Naidaijin até 1191, quando Tadachika ocupou o posto. Depois disso, Kanefusa foi promovido a Daijō Daijin até 1196 quando Kanezane foi demitido por sua conversão à seita Terra Pura que se tornara ilegal,  deixando  Kanefusa sem apoio político.
Em 1199 abandonou os cargos na corte e se converteu monge budista, falecendo em 1217. 
| Precedido por Kujō Kanezane        | 36º Daijō Daijin (1191 - 1196) | Sucedido por Fujiwara no Yorizane |
| Precedido por Fujiwara no Kanemasa | 43º Naidaijin (1190 - 1191)    | Sucedido por Nakayama Tadamichi   |